# Ocymyrmex weitzeckeri
Ocymyrmex weitzeckeri är en myrart som beskrevs av Carlo Emery 1892. Ocymyrmex weitzeckeri ingår i släktet Ocymyrmex och familjen myror. Inga underarter finns listade i Catalogue of Life.